# Неуместният човек
„Неуместният човек“ (на норвежки: Den brysomme mannen) е норвежки филм от 2006 година, черна комедия на режисьора Йенс Лин по сценарий на Пер Шрайнер.
В центъра на сюжета е човек, който по необяснен начин попада в дистопичен град с високо ниво на потребление и свръхрегламентиран начин на живот - първоначално той се възползва от възможностите му, но постепенно е разочарован и прави опит да стигне до външния свят, прокопавайки тунел през стените на мазе. Главните роли се изпълняват от Тронд Фауса Аурвог, Петронела Баркър, Пер Шанинг, Бригите Ларсен.